# Teófilo de Edesa
Teófilo de Edesa (árabe: ثوافل ابن توما, Thāwafil ibn Tūmā; 695-mediados de julio de 785) fue un erudito sirio del siglo VIII. Aunque cristiano convencido, trabajó en la corte del califa al-Mahdi en Bagdad como astrólogo e importante erudito. Teófilo era muy culto y tenía un buen conocimiento de la literatura griega. Aparentemente estaba familiarizado con algunos escritos astrológicos persas y tal vez indios. Escribió numerosas obras, incluidas traducciones de escritos griegos al siríaco, tratados astrológicos y una crónica, que se prolongó hasta mediados del siglo VIII. Su actividad se centró en el animado entorno intelectual de los cristianos sirios, incluso bajo el dominio islámico. Sus obras fueron consultadas por varios autores posteriores, pero no se han conservado en su totalidad.
Se ha confirmado que su crónica, ahora perdida, fue utilizada por el obispo sirio Dionisio de Tell Mahre y otros historiadores y es una fuente importante para la historia del siglo VII y principios del siglo VIII. siglo en el Cercano Oriente. Es muy probable que parte de su material estuviera también a disposición del cronista bizantino Teófanes, a través de una fuente intermedia.

## Biografía

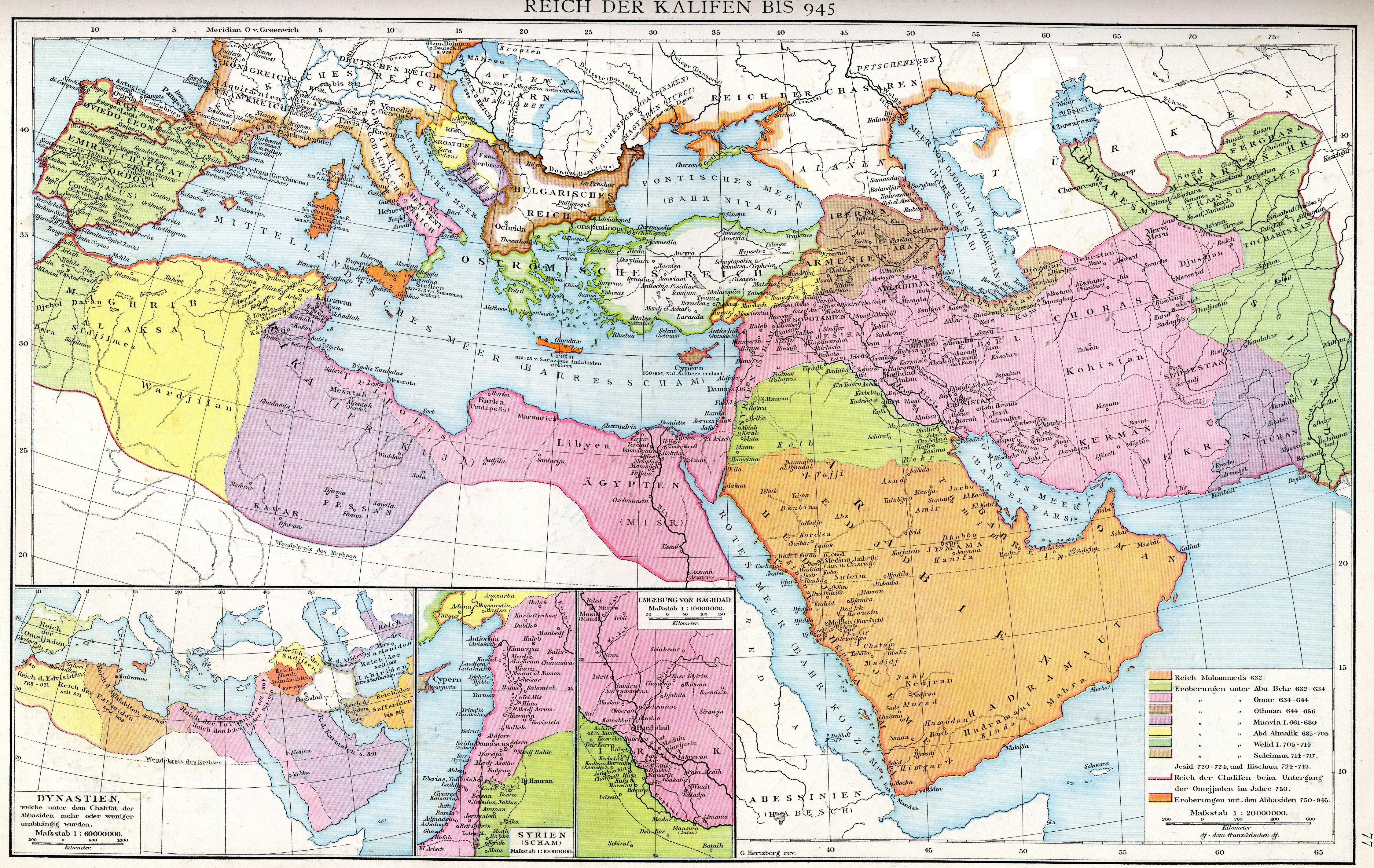
La expansión islámica hasta 945 (según el Handatlas de Gustav Droysen, 1886)

Se sabe muy poco sobre la vida de Teófilo. Era hijo de un tal Tomás (de ahí el nombre árabe Thawafil ibn Tuma) y procedía de la importante ciudad siria de Edesa, que estaba bajo la esfera de influencia del califato. Ya en la tercera y cuarta década siglo VII, los árabes musulmanes habían conquistado las provincias orientales del Imperio Bizantino e incluso aplastado a la segunda gran potencia de la antigüedad tardía, el Nuevo Imperio Persa Sasánida. Hasta comienzos del siglo VIII el norte de África y la península ibérica se conquistaron al oeste, mientras que la frontera de la India se alcanzó al este (ver expansión islámica para más detalles). Asediada simultáneamente por ávaros, eslavos y búlgaros del norte, y árabes del sureste, Constantinopla se retiró a las franjas costeras de los Balcanes y defendió Asia Menor. Del 674 al 678 y nuevamente del 717 al 718, la capital fue sitiada por los árabes, antes de que se estabilizara la situación entre el imperio y el califato, donde desde mediados del siglo VIII gobernaron los abásidas.
La gran mayoría de la población en el Cercano Oriente y el norte de África todavía era cristiana en este momento. Como muchos otros cristianos en el imperio califal, Teófilo parece haberse adaptado a la situación política, especialmente porque Bizancio había perdido el control de la región de Siria y Mesopotamia del Norte mucho antes que el naciera. Teófilo era un erudito bien educado y, además de su siríaco nativo, hablaba griego con fluidez. Fue considerado un excelente astrónomo, pero tal vez eso se haya remitido más bien a sus actividades astrológicas. Como puede verse en sus obras, fue un cristiano convencido, según informes posteriores, se dijo que había sido maronita, pero no está claro si este es el caso. Debido a su buena reputación, pudo haber estado activo en la corte del califa en Bagdad en la época de al-Mansur (754-775). Teófilo aparentemente no vio su trabajo para un gobernante musulmán como una contradicción a sus creencias personales, especialmente porque los eruditos cristianos no eran raros en la corte del califa e incluso los obispos cristianos mantenían buenos contactos con las autoridades musulmanas. Bajo el califa al-Mahdi (775–785), Teófilo finalmente se convirtió en astrólogo de la corte y contó con el favor especial del califa. Una carta a su hijo Deukalion, que probablemente originalmente se llamaba Noé, muestra que incluso acompañó al califa en una campaña al este de Persia. Teófilo probablemente murió a mediados de julio de 785 a la madura edad de 90 años.

## Obras

### Traducciones
Teófilo fue activo como traductor, con lo que pasó a formar parte de la tradición de los eruditos sirios -ya existente en la antigüedad tardía- que se ocupaban de la cultura y la ciencia griegas. Las obras siríacas jugaron un papel importante en la recepción del conocimiento griego por parte de los árabes. Las traducciones de Teófilo no se han conservado, solo se conocen por menciones de otros autores. En consecuencia, Teófilo estudió, entre otros, con Aristóteles, cuyas refutaciones sofísticas tradujo al siríaco. Su versión siríaca de este escrito formó la base para una traducción árabe posterior. Entre las obras griegas que tradujo al siríaco estaba el tratado de higiene De tuenda sanitate ('Sobre la preservación de la salud') del famoso médico griego Galeno. Galeno parece haber despertado un interés particular entre los eruditos sirios durante este período. El erudito y traductor cristiano árabe Hunayn ibn Ishaq (Johannitius), activo en el siglo IX juzgó, sin embargo, duramente a Teófilo: «Teófilo ar-Ruhawi tradujo este libro al siríaco, y fue patético y malo».
El importante erudito sirio Gregorius Bar-Hebraeus informó en el siglo XIII, que Teófilo, a quien describió como un erudito famoso, tradujo «los dos libros de Homero sobre la conquista de la ciudad de Ilión». En consecuencia, Teófilo parece haber traducido al menos partes de la Ilíada y quizás también de la Odisea al siríaco, pero nada de esto sobrevive hoy. Algunos estudiosos también señalan que la interpretación de la información de Bar-Hebraeus no está clara: ¿Teófilo editó la Ilíada completa, solo los dos primeros cantos, o tal vez una escritura oscura que circula solo bajo el nombre de Homero? Todo esto sigue abierto, al menos este escrito no parece haber sido recibido.

### Obras astrológicas
Teófilo debe mucho a su reputación como astrónomo erudito, aunque parece que usó su conocimiento astronómico principalmente para su trabajo astrológico. Escribió cuatro tratados astrológicos, una parte significativa de los cuales ha sobrevivido. Estos incluían un tratado de 30 capítulos sobre "efectos astrológicos" dedicado a su hijo Deucalion, en el que parece haberse inspirado en los astrólogos indios, entre otros. Otro trabajo describió las reglas a las que uno se debe atenir en relación con las doce casas astrológicas, Doroteo de Sidón y Hefestión de Tebas sirvieron como fuentes importantes para él (sigo IV). Este trabajo fue citado por eruditos en Harran en el siglo IX. Teófilo también escribió un tratado sobre predicciones mensuales y anuales y las diferentes definiciones del comienzo del año entre egipcios, griegos, persas y árabes.
Su cuarto, y probablemente más influyente tratado, Peri katarchon ("Sobre los comienzos") en 41 capítulos, del cual existían dos versiones, fue particularmente popular entre los autores musulmanes posteriores. Esta obra también fue dedicada a su hijo. Fue escrita después de la fundación de Bagdad en 762 y trataba de presagios de relevancia militar. Como probablemente todas sus obras astrológicas, el tratado fue escrito en griego. En la introducción, Teófilo explicaba que se podían asignar ciertas propiedades a los respectivos planetas ya la energía que emanaba de ellos: Marte está asociado con la guerra, Mercurio con el habla, Saturno con la agricultura y Venus con el amor, sin embargo, sus energías son variadas y tienen diferentes efectos. Él mismo habría consultado varios escritos y hecho observaciones sobre las implicaciones astrológicas de la acción militar, especialmente en lo que respecta al comienzo de las campañas. Es el único texto griego conocido de la Edad Media que trata específicamente del uso de la astrología con fines militares. La obra fue traducida al árabe y aparentemente también se conocía en el Imperio romano de Oriente, donde atrajo la atención del astrólogo de la corte bizantina, Pankratios, a fines del siglo VIII.
Se ha demostrado que Teófilo no solo usó obras griegas para sus escritos astrológicos, sino que también recurrió a fuentes sasánidas perdidas. Las consideraciones de los astrólogos indios, a quienes pudo haber conocido de fuentes sasánidas intermedias, también parecen haberlo influenciado. Teófilo no fue un autor innovador, pero resumió los conocimientos de diferentes obras. Tuvo que justificar sus posiciones teológicas cristianas por escrito contra los ataques de otros cristianos. Esto aparentemente sucedió en sus trabajos astrológicos, donde mostró sus intereses filosóficos y se esforzó por armonizar sus creenon sus creencias astrológicas.
La transmisión de las obras astrológicas de Teófilo es bastante complicada y se divide en tres ramas principales. La primera consta del manuscrito "L" (Biblioteca Medicea Laurenziana Gr. 28, 34), copiado hacia el año 1000, y el manuscrito "W" (Viena, Biblioteca Nacional de Austria, phil. gr. 115) del siglo XIII. Ambos se basan en una plantilla común que ahora se ha perdido, y contienen partes de las obras mencionadas anteriormente. La segunda rama, compuesta por "A" (París, Biblioteca Nacional de Francia, supl. gr. 1241) e "Y" (Vaticano, Biblioteca Apostólica Vaticana, Vaticanus graecus 212), fue copiada hacia 1400 e incluye un índice con parte de la escritura militar y de la obra sobre las reglas de vida. Partes de ambas obras, especialmente la mayor parte del trabajo militar y partes de los escritos sobre los efectos astrológicos, también están contenidas en la tercera rama, que consiste en el muy mal conservado manuscrito "P" (París, Biblioteca Nacional de Francia, gr. 2417) del siglo XIII.
Teófilo fue un importante estudioso de la astrología de su época, cuyos trabajos en este campo fueron posteriormente recibidos e influyeron en los autores árabes. Entre sus alumnos estaba un tal Stephanos, que vino de Persia y luego trabajó en Constantinopla. En la ciudad, Stephanos probablemente transmitió los pensamientos de su maestro.

### La crónica de Teófilo

#### La crónica perdida de Teófilo y sus usuarios conocidos
De las obras de Teófilo, su crónica, que probablemente fue escrita en siríaco, es principalmente de interés para la investigación histórica. Aunque la obra no se ha conservado, aparentemente fue utilizada (directa o indirectamente) por historiadores posteriores, por ejemplo, por Dionisio de Tell Mahre en su obra histórica escrita alrededor de 845. El trabajo de Dionisio también se perdió, pero Teófilo se menciona como fuente en los fragmentos sobrevivientes. Dionisio comentó que usó aquellas partes de las Crónicas que le parecían confiables. Sin embargo, lo más probable es que Teófilo fuera su principal fuente hasta mediados del siglo VIII. Transmitida por Dionisio, la crónica sirvió a Michael Syrus a fines del siglo XII, que se base en él, así como en el autor anónimo de la Crónica de 1234. Esto también está probado por varias concordancias parcialmente literales. En el siglo X el árabe cristiano Agapius también consultó la crónica, menciona expresamente a Teófilo como una fuente importante. Además, el ya mencionado Bar-Hebraeus escribió sobre Teófilo y sus crónicas: «En ese tiempo era famoso Teófilo de Edesa, hijo de Tomás. […] Escribió un maravilloso libro sobre cronología en siríaco, aunque en él insultó y acusó a los ortodoxos».

#### Teófanes y los cronistas sirios - Teófilo como fuente común
En la década de 1990, Lawrence Conrad presentó por primera vez la tesis de que la Crónica de Teófilo no solo fue utilizada por los autores que ya eran conocidos, sino que el material en ella también influyó la historiografía bizantina. Los indicios que apuntan a esto se han concretizado cada vez más a través de nuevas investigaciones y ahora son en su mayoría aceptados. La crónica de Teófanes escrita hacia el 815 y su llamada “fuente oriental” juegan aquí un papel central.
Teófanes escribió, en principio, la continuación de la importante crónica mundial bizantina de su amigo Georgios Synkellos. El erudito y culto Synkellos había vivido en el área palestina-siria durante varios años antes de llegar a Constantinopla. Sus crónicas originalmente estaban destinadas a ser desde la creación hasta el presente (principios del siglo IX), pero solo pudo completar la obra hasta el año 284. Sin embargo, Synkellos le dio materiales a Theophanes sobre el periodo siguiente, quien luego escribió la crónica para el lapso del año 284 al 813, que es la fuente bizantina más importante para el período de alrededor del 640. Cyril Mango y varios investigadores que lo siguieron suponen que la Crónica de Teófanes se basa en gran medida en el trabajo preparatorio de Synkellus.
Los investigadores saben desde hace mucho tiempo que Teófanes, para su descripción de los siglos VII y VIII, debe haberse basado muy a menudo en una fuente oriental, obviamente siríaca (aunque en traducción griega). Esta suposición es generalmente aceptada hoy en día, porque es la única forma de explicar las similitudes entre Teófanes y los cronistas sirios mencionados. Estos últimos no tenían acceso a Teófanes y, a menudo, son mucho más detallados que él. En las secciones relevantes de su crónica de alrededor del año 630 al 750, Theophanes tenía información en gran medida confiable sobre las conquistas árabes y los eventos en el califato, incluidos los detalles etnográficos y topográficos correctos. Estas descripciones proceden de una fuente desconocida para el historiador bizantino Nicéforo, que escribió antes que Teófanes. Esta fuente oriental, a su vez, se basa esencialmente en una obra (muy probablemente de origen sirio) que hoy se suele equiparar con la Crónica de Teófilo.
Sin embargo, no está claro con qué precisión Theophanes reproduce el relato original (ver más abajo). Se sabe que a menudo acortó y reestructuró sus plantillas, es decir, trató el material de forma selectiva. Procedió de la misma manera con la fuente oriental, en la que se elaboró material de Teófilo, aunque apenas en su totalidad. No está claro cómo Theophanes consiguió este trabajo. Lo más probable es que Synkellos ya tuviera el material en cuestión, o era una traducción griega de la Crónica de Teófilo o pasajes relevantes de ella, o el mismo Synkellos la tradujo. Esta obra, dicha fuente oriental, contenía también una continuación hasta aproximadamente el año 780. Synkellos le dio a Teófanes su recopilación de material y, por lo tanto, le proporcionó una fuente valiosa para los eventos en el Cercano Oriente y especialmente en el califato, que no era accesible para otros historiadores bizantinos. En este sentido, se puede hablar una transferencia de conocimiento desde la región siria, donde también en los siglos VII y VIII se cultivó la cultura griega, hacia Constantinopla. Mucho de lo que se sabe sobre la historia del Cercano Oriente en este tiempo por la crónica de Teófanes, se debe a la crónica de Teófilo.
María Conterno ha intentado demostrar, más recientemente, que las crónicas de Teófilo no fueron la principal fuente asumida de Theophanes para el período en cuestión. Por lo tanto, las comparaciones de texto sugerirían que Theophanes procesó varias fuentes y que, por lo tanto, la situación de la fuente es mucho más compleja. Sin embargo, no está claro cuánto del contenido se basa en última instancia en qué tipo de fuentes. En cualquier caso, la fuente siríaca común (y por lo tanto muy probablemente la crónica de Teófilo) habrá jugado un papel no poco importante.

#### Estructura y contenido

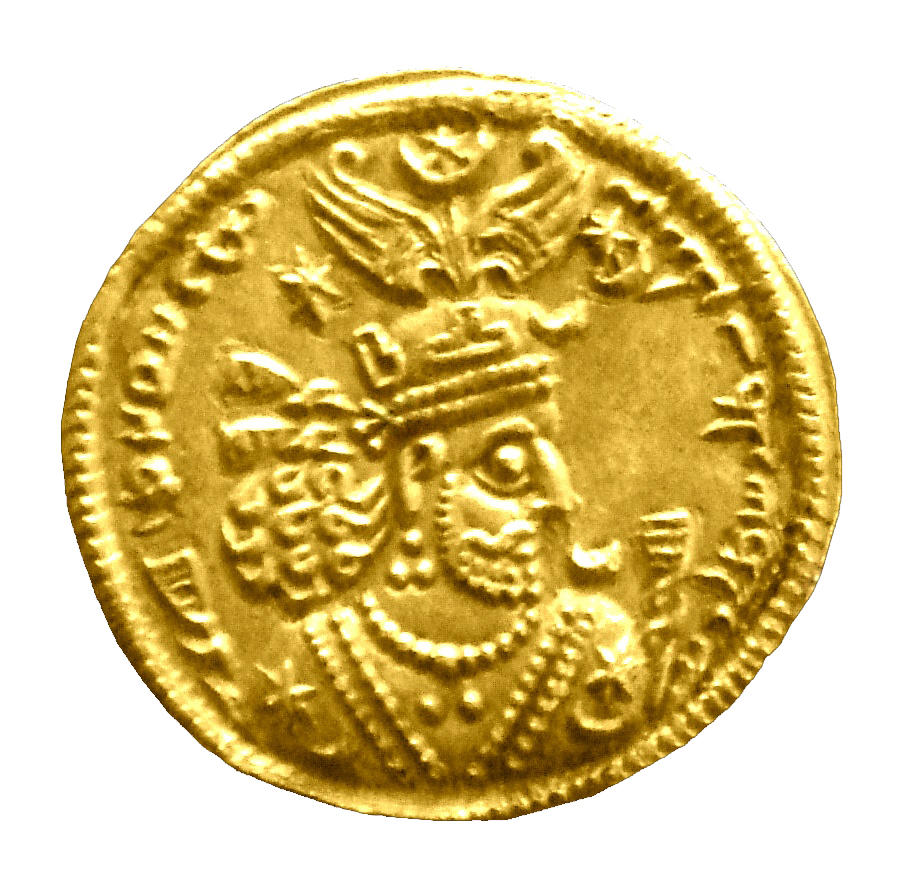
Representación del rey sasánida Chosrau II en una moneda persa. La crónica de Teófilo probablemente comenzó con su reinado.

El período cubierto por la crónica de Teófilo no puede definirse claramente. La tesis anteriormente propagada de que el material de la obra histórica de Teófilo se incorporó a otra crónica maronita ahora es rechazada. En ocasiones se ha considerado que comenzaría con el "principio de la creación", como la crónica de Georgios Synkellos, pero esto es muy poco probable. Debido a varias similitudes, Robert G. Hoyland, quien fue el primero en realizar una revisión exhaustiva y crítica de las fuentes del material sobre Teófilo, asume que la crónica comenzó alrededor del año 590 y terminó alrededor del 754/55. Otros investigadores también han expresado opiniones similares, como por ejemplo James Howard-Johnston. El punto de partida, por tanto, coincide con el inicio del reinado del rey sasánida Chosrau II, el último rey persa de relevancia, que también juega un papel importante en la tradición oriental. Coincidiría con el hecho de que el historiador de la antigüedad tardía Juan de Epifanía describió el tiempo hasta Cosroes en su obra histórica, que ahora se ha perdido, a excepción de un fragmento. Posiblemente el helenófilo Teófilo, que según Agapio hacía especial hincapié en la presentación de sus propias observaciones, quiso vincularse con los historiadores de la antigüedad tardía, que valoraban especialmente el principio de la autopsia, central desde Tucídides. El final de la obra coincide con la subida al trono del califa al-Mansur (754), el fundador de Bagdad, durante cuyo reinado se estabilizó el dominio abasí. Esto puede haberle parecido a Teófilo como una fecha de cierre adecuada.
Aparentemente, el trabajo no estaba estructurado de una manera estrictamente analística. Teófilo le dio poca importancia a la fecha exacta de los eventos individuales, por lo que Theophanes parece haber tenido problemas para asignar eventos individuales a un año específico. Sin embargo, el material fue ordenado cronológicamente. Como la mayoría de los cronistas sirios, Teófilo probablemente fechó de acuerdo a la era seléucida y agregó informaciones sobre eventos importantes y los años de los reinados de los emperadores y luego de los califas dentro de este marco.
Es difícil decir en casos particulares qué eventos se describen en la crónica. Al comparar el relato de Teófanes con las obras árabes y siríacas antes mencionadas, uno puede determinar con certeza razonable qué informes adoptaron Teófanes, Dionisio o los historiadores sirios posteriores y Agapio, pero la omisión o una representación distorsionada de un evento en estas fuentes no permite la conclusión de que también fue pasado por alto por Teófilo. Más bien, se puede suponer que la crónica original fue mucho más detallada que todas sus evaluaciones posteriores. Es probable que la proporción de eventos relacionados con Constantinopla haya sido considerablemente menor que la de los eventos en la región oriental y más tarde en el califato. El foco geográfico fue el área del norte de Siria y Mesopotamia. Aparentemente, los respectivos autores han acortado el original más detallado según su interés en episodios particulares. Esto está probado por pasajes que en gran medida corresponden en términos de contenido a ciertos eventos, pero que se describen con diferente detalle, aunque la base es la misma narración que se remonta a Teófilo. Por ejemplo, Teófanes da un relato detallado de la batalla de Fénix en el año 655 y sus antecedentes, que las fuentes sirias tratan solo brevemente, aunque, como prueba el relato de Agapio, ambas tradiciones se basan en la crónica de Teófilo. A su vez, los cronistas sirios se interesaron más por los acontecimientos del califato (como la primera guerra civil en 656) al describir el período de las conquistas árabes, del que Teófanes relata bastante brevemente.
Los intérpretes de la crónica parecen haber hecho, en algunos casos, correcciones tendenciosas. La pérdida de poder de los hermanos del emperador Constantino IV y la subsiguiente supuesta conspiración contra él se presentan de manera completamente diferente en Teófanes y en las fuentes orientales basadas en Teófilo. Si bien Teófanes da la impresión de que Constantino quería gobernar solo, los informes sirios enfatizan el gobierno conjunto de los tres hermanos, Solo más tarde Constantino despojó a los hermanos para asegurar la sucesión de su hijo, el más tarde emperador Justiniano II. Debido a las similitudes entre el relato de Theophanes y los informes de las fuentes siríacas, se puede suponer que Theophanes editó, al menos parcialmente, el texto original e hizo cambios. En general, esto no es aplicable, ya que Theophanes a menudo adoptaba el material palabra por palabra de su fuente respectiva. El procesamiento de sus fuentes sigue siendo controvertido en la investigación, pero está claro que arregló la narrativa, al menos en parte, de manera específica, e incorporó sus propios puntos de vista y, por lo tanto, no siempre reprodujo fielmente el original. Un ejemplo de su descripción a veces muy subjetiva es la descripción de los emperadores iconoclastas de la dinastía siria, sobre todo León III y Constantine V, quienes tuvieron éxitos militares, pero son retratados muy negativamente por Theophanes debido a su política religiosa. Los autores siríacos y Agapios, por otro lado, parecen ser generalmente más precisos al reflejar las declaraciones originales de la crónica.
Según el estado actual de la investigación, varias descripciones de los historiadores antes mencionados se remontan con un alto grado de probabilidad a la crónica de Teófilo como fuente original. El siguiente es un breve resumen de los pasajes coincidentes en Theophanes, Michael Syrus, la Crónica de 1234 y Agapios. La asignación de pasajes coincidentes es, sin embargo, incierta para los eventos anteriores al año 630, ya que existen incertidumbres considerables con respecto al origen y la transmisión del material. Además, Teófanes se basó en otras fuentes para el principio del siglo VII. y en parte para el período posterior a 678, mientras que Dyonisius también ofreció información adicional.
En la crónica, Teófilo ciertamente ha incorporado su punto de vista personal y ha hecho evaluaciones, pero es notable que no haya signos de crítica cristiana al gobierno islámico en Oriente. Teófilo describió tanto las victorias como las derrotas de los bizantinos sin pasar ntencionalmente nada por alto, aunque es posible que las políticas religiosas de los emperadores no siempre hayan contado con su aprobación. Como cronista que vivió en el califato, pudo ofrecer un relato mayoritariamente bipartidista. Principalmente ha contado la historia política, entretejiendo varios episodios anecdóticos (ver más abajo). También hubo informes de eventos inusuales como desastres naturales (por ejemplo: un terremoto) o un eclipse solar.
- 590: El rey sasánida Cosroes II fue derrocado del trono por el usurpador Bahram Chobin, antes de recuperar el poder con el apoyo bizantino en 591. Los años que siguieron estuvieron marcados por un compromiso entre romanos y persas, antes de que el emperador Mauricio, el patrón de Cosroes, fuera asesinado en 602.[59]
- 602/603 a 628/30: La “última guerra de la antigüedad” (Howard-Johnston) entre romanos y sasánidas. 603 Cosroes II inició las hostilidades. Las tropas persas conquistaron Siria y Egipto en 619. En 622 comenzó el contraataque bizantino bajo el emperador Heraclio, que logró la victoria en la batalla de Nínive a fines de 627. Poco después, Cosroes fue derrocado y asesinado por su hijo Kavadh Siroe, a lo cual siguió un tratado de paz entre Constantinopla y Ctesifonte.[60] Teófilo parece haber tratado la primera fase de la guerra con bastante brevedad, pero el período desde 622 en adelante con mucho más detalle, Probablemente quedó particularmente impresionado por el exitoso contraataque de Heraclio. A este respecto, Teófilo introdujo tres apéndices que se referían específicamente a Edesa (rebelión de Narsés, represalias persas y, finalmente, la restauración del dominio bizantino).[61]
- Mahoma y el comienzo de la expansión árabe alrededor de 633/34:[62] En general, Teófilo informó bastante correctamente sobre Mahoma y su mensaje religioso,[63] sin polémicas antiislámicas reconocibles. Luego describió las conquistas árabes. El relato de Teófilo se divide en tres partes: primero, la pérdida de Siria y Palestina; segundo, la conquista árabe de Mesopotamia y Egipto; y tercero, la visita del califa Umar a Jerusalén y nuevos avances árabes. En esta parte de la crónica se amplía el horizonte geográfico de la presentación. Teófilo entra en detalles con respecto a la conquista de Egipto y discute la situación en el norte de África bizantino. También describe la conquista árabe de Damasco (en 635)[64] y el final del Imperio Sasánida (642 y 651 respectivamente).
- La conquista de Rodas (654) y la batalla de Fénix (655): después de conquistar la isla de Rodas, se dice que los árabes vendieron el metal del caído Coloso de Rodas a un comerciante judío de Edesa.[65] Luego viene el preludio anecdóticamente adornado de la batalla de Fénix: la historia de los "hijos de Bukinator" que mataron a un emir en la Trípoli fenicia, liberaron a los prisioneros cristianos e incendiaron barcos árabes. Georg Ostrogorsky ve en él elementos de una epopeya heroica popular.[66] Luego se describe la batalla en la que la flota bizantina bajo el mando del emperador Constante II sufrió una aplastante derrota, después de la cual Constantinopla perdió la supremacía naval en el Mediterráneo oriental durante un tiempo.[67]
- Conflictos árabes internos en el califato: el asesinato del califa Uthman ibn Affan (656) y la posterior primera guerra civil en el califato. Descripción del posterior asesinato de Ali y la transferencia del gobierno a la casa de los omeyas en 661.[68] En esta parte, la interpretación de algunos trasfondos en Teófilo se desvía de la perspectiva islámica tradicional.[69]
- Se presentan los acontecimientos posteriores en Constantinopla y el califato a finales del siglo VII y principios del siglo VIII. Siglo. La atención se centra en los conflictos militares entre los dos imperios. Las campañas árabes, incluida la expansión en el norte de África y dos sitios fallidos de Constantinopla (674 a 678 y 717 a 718), se describen con gran detalle. También se menciona al Imperio jázaro, como nueva potencia al norte del Cáucaso. También se describe la evolución de la política interna en ambos reinos, y Teófilo demostró estar mejor informado sobre lo que estaba sucediendo en el califato. Se entretejen descripciones de fenómenos celestes (incluido un eclipse solar en 693), que probablemente reflejan el interés astronómico de Teófilo, y menciones de inundaciones, terremotos y plagas. Otros temas incluyeron la construcción de la Gran Mezquita en Damasco y la confusión sobre la fecha exacta de la Pascua.[70]
- La parte final está formada por la reanudación de la guerra civil árabe y el ascenso de los abasíes (744 a 754/55 aproximadamente). Se informa de un avistamiento de cometas y levantamientos en varias ciudades del califato en 745 y 745/46, respectivamente, y el comienzo del levantamiento de Abu Muslim en el este de Irán (747). Un fuerte terremoto sacudió Siria y Palestina el mismo año en que Abu 'l-Abbas as-Saffah fue proclamado califa (749). Al año siguiente, el califa omeya Marwan II fue derrotado en una batalla en el río Zab y asesinado mientras intentaba escapar. Informa sobre el asesinato de numerosos seguidores omeyas, levantamientos fallidos contra los abasíes y avances bizantinos en territorio árabe (750/51). Al-Mansur se convirtió en el segundo califa abasí (754) y eliminó a Abu Muslim (755).[71]

#### Evaluación
Una evaluación de la Crónica de Teófilo está conectada con considerables dificultades debido a la tradición desfavorable, especialmente porque gran parte de la obra se ha perdido y no se puede reconstruir. No obstante, se pueden determinar ciertas características. La historia política estaba en primer plano, el cronista prestó poca atención a la historia de la iglesia. Teófilo parece haber estado particularmente interesado en los acontecimientos militares y diplomáticos. La crónica, que no estaba estructurada de manera estrictamente analística, también ofrecía una presentación bastante amplia de los acontecimientos políticos internos en territorio romano, pero más aún en el califato. También hubo algunas adiciones a la historia local de Edesa y digresiones, por ejemplo, sobre fenómenos naturales, la construcción de mezquitas e iglesias y sobre catástrofes. Al parecer, a Teófilo le gustaban las anécdotas sobre temas como las intrigas políticas en Edesa durante la ocupación persa, el asedio de Constantinopla (626) o los antecedentes de la batalla de Fénix. La Crónica presentó principalmente una historia del Cercano Oriente para el período de alrededor de 590 a alrededor de 755 y se centró en la región de Siria y Mesopotamia, se consideraron solo los eventos en el Mediterráneo oriental. El trabajo parece, en general, haber sido relativamente fiable, teniendo en cuenta los testimonios de usuarios posteriores.
James Howard-Johnston ha señalado con respecto al siglo VII las similitudes con otras narraciones, por más que Teófilo ofreció información adicional de importancia en cuestiones locales. Howard-Johnston también ha indicado que Teófilo fue selectivo al describir la gran guerra persa que estalló en 603, prestando especial atención a su región natal, pero ocupándose apenas del teatro de guerra armenio y solo explayándose muy brevemente sobre la conquista de Egipto por los persas. Por otro lado, la crónica no se centró en Edesa, ya que hay relativamente poco sobre la ciudad natal del cronista en los relatos de los usuarios posteriores de su obra, es posible, sin embargo, que estos pasajes no hayan sido incluidos debido a su relevancia limitada. En la primera parte de la crónica el historiador cometió de hecho errores, por ejemplo, el general persa Farruchan en realidad recibió su apodo Shahrbaraz solo después del comienzo de la lucha con Constantinopla y los persas conquistaron Calcedonia ya en 615, y no después de la conquista de Alejandría (619) como en la cronología de Teófilo. También hay errores en el relato de la expansión árabe posterior (particularmente con respecto a la primera fase de las conquistas árabes en Siria y Egipto), quizás debido a la mezcla de información de diferentes fuentes. Fuera de ello, Teófilo también muestra muchas concordancias con otras fuentes y algunas adiciones confiables.
Para la época siguiente a partir de la segunda mitad del siglo VII apenas se encuentran errores en la narración. La crónica se vuelve más confiable a medida que avanza la descripción y transmite información importante sobre los eventos en el Cercano Oriente, especialmente para este período. Lo que sucedió más al norte (región del Cáucaso y la estepa al otro lado) o al este (Transoxania) recibió poca atención. El punto de mira se centra en la gran lucha entre romanos y el califato, así como en los acontecimientos políticos internos, como las guerras civiles árabes internas. Aparentemente, Teófilo quiso ofrecer un relato de los cambios dramáticos a principios del siglo VII, ya que faltaban. Dada su actitud helenófila, no es improbable que se viera a sí mismo, en cierta medida, como un seguidor de los historiadores de la antigüedad tardía. Sin embargo, se enfrentó a una situación de fuente a veces desfavorable, ya que con respecto al pasado más lejano tenía relativamente pocas informaciones a su disposición. Esta es, probablemente, la razón de algunas de las discrepancias existentes.
A pesar de ciertas carencias, la crónica de Teófilo es de gran importancia para el conocimiento de la historia de Oriente Medio en el siglo VII y en la primera mitad del VIII. Ha servido directa o indirectamente como una fuente importante para varios autores. Hoyland destaca que el intercambio de información histórica entre los bandos cristiano e islámico, ya en el siglo VIII, no debe ser subestimado. Esto se aplica sobre todo a los historiadores cristianos que vivieron bajo el dominio islámico y estuvieron en contacto directo con los musulmanes, como muestra el ejemplo de Teófilo. La considerable tradición historiográfica de los cristianos de habla siríaca puede haber influido en los historiadores islámicos.

## Traducciones
- Robert G. Hoyland (ed.): Theophilus of Edessa’s Chronicle and the Circulation of Historical Knowledge in Late Antiquity and Early Islam (Textos traducidos para historiadores 57). Prensa de la Universidad de Liverpool, Liverpool 2011. [Traducción al inglés de pasajes en Theophanes, Agapios, Michael Syrus y la Crónica de 1234 que se dice que se basa en las Crónicas de Teófilo. ]